# Хайджи
Хайджи (хак.: хайҷы) — хакасский сказитель-мастер, поющий и повествующий под аккомпанемент народных музыкальных инструментов чатхана или хомыса героические сказания — алыптыг нымахи; музыкант, обладающий горловым пением (хай) — «богатырским голосом» (по выражению С. П. Кадышева) — аккомпанирующий себе во время исполнения народных лирических песен на чатхане или хомысе.

Хайджи — народный певец, сказитель
(скульптор — Вячеслав Кученов). Абакан. Хакасия.

Хайджи-нымахчи (по-хакасски: хайҷы-нымахчи) — сказитель-мастер, обычно мужчина, женщинам запрещалось петь хайем. Сказительский дар считается наследственным и пользуется в хакасском народе высоким почитанием, так как сказания повествуют о героическом прошлом, истории народа.
Каждый профессиональный сказитель в своём репертуаре имел от 10 до 20 и более произведений. Таковыми могли стать особо одаренные, обладающие хорошей памятью люди, относящиеся к породе изепчи — то есть «наблюдательные, предсказатели». Хайджи, посвятившие себя эпической поэзии, считались у тюрков Саяно-Алтая людьми с несчастной долей. Они зачастую оставались без семьи, без дома и без богатства. Хайджи пользовались большим уважением в обществе и часто приглашались в гости. Крупные баи держали у себя в ауле сказителей и певцов, прославляющих их жизнь и скрашивающих досуг.
Сказители, отмеченные даром высшего уровня назывались ээлиг хайджи — букв. «обладающие духом-хозяином пения». Когда они исполняли алыптыг нымахи, то их слушать, якобы, собирались различные духи — хозяева гор, тайги и рек.
Наиболее высокочтимыми сказителями были С. П. Кадышев, П. В. Курбижеков, М. К. Добров, П. В. Тоданов, П. Н. Аргудаев и другие. С. П. Кадышев и М. К. Добров являлись членами Союза писателей СССР.
По мнению некоторых ученых, после смерти прославленных хайджи-нымахчи «ушла в небытие и традиция исполнительского мастерства, не подхваченная молодым поколением». Эта точка зрения является предметом дискуссий.
В настоящее время высокое признание получили хайджи-музыканты, обладающие горловым пением, заслуженные артисты Республики Хакасия Е. Улугбашев, В. Кученов, С. Чарков и другие.